# Chaetocnema sumatrana
Chaetocnema sumatrana (лат.) — вид жуков-листоедов рода Chaetocnema трибы земляные блошки из подсемейства козявок (Galerucinae, Chrysomelidae). 

## Распространение
Встречаются в Юго-восточной Азии (Индонезия, Китай, Сингапур, Филиппины).

## Описание
Длина 2,90—3,20 мм, ширина 1,70—1,75 мм. От близких видов (Chaetocnema wallacei, Chaetocnema montivaga) отличается комбинацией следующих признаков: формой эдеагуса и переднеспинки (соотношение ширины к длине 1,70—1,75). Переднеспинка и надкрылья красновато-коричневые. Голова и дорзум тонко сетчатые. Фронтолатеральная борозда присутствует. Антенномеры усиков желтовато-коричневые (А1-11), ноги красновато-коричневые, кроме жёлтых лапок. Голова гипогнатная (ротовые органы направлены вниз). Надкрылья покрыты несколькими рядами (6—8) многочисленных мелких точек — пунктур. Бока надкрылий выпуклые. Второй и третий вентриты слиты. Средние и задние голени с выемкой на наружной стороне перед вершиной. Переднеспинка без базальной бороздки. Вид был впервые описан в 1896 году немецким энтомологом Мартином Якоби (1842—1874) по материалам из Суматры, а его валидный статус был подтверждён в ходе ревизии, проведённой в 2019 году в ходе ревизии ориентальной фауны рода Chaetocnema, которую провели энтомологи Александр Константинов (Systematic Entomology Laboratory, USDA, c/o Smithsonian Institution, National Museum of Natural History, Вашингтон, США) и его коллеги из Китая (Ruan Y., Yang X., Zhang M.) и Индии (Prathapan K. D.).